# معركة السند
معركة السند معركة نشبت بين السلطان الخوارزمي جلال الدين منكبرتي وجنكيز خان بقرب نهر السند سنة 1221م.

## الأحداث
بعدما فتح جنكيز طالقان خراسان (طالقان بلخ) وباميان، توجه نحو غزنة بجيش كثيف لقتال جلال الدين. لم يرى جلال الدين في نفسه القدرة على الدفاع. لذا، فقد بادر بالفرار بعبور نهر السند. ونظرًا، لصعوبة اعتقال جلال الدين بعد عبوره للنهر، فقد سار جنكيز نحو نهر السند بكل سرعته لمنع جلال الدين من العبور. أدرك جيش جنكيز جلال الدين، وأجبره على القتال. قاتل جلال الدين مع 700 من جنوده المغول لفترة وجيزة. في بداية القتال، كان التقدم لصالح جلال الدين الذي هزم قلب جيش المغول، ولكن جنكيز هزم الجناح الأيمن لجيش جلال الدين، وأسر ابن جلال الدين البالغ من العمر 7 أو 8 سنوات، وقتله. هناك روايتان مختلفتان ومتضاربتان، تقول الأولى بأن جلال الدين أغرق حريمه في نهر السند لكي لا يقعوا في الأسر، وتقول الرواية الأخرى بأن جنكيز أسر حريم جلال الدين، وأرسلهن إلى قرة قرم. على أية حال، فرّ جلال الدين من أمام المغول إلى الهند، وعبر نهر السند على أمل جمع قوة تساعده على قتال المغول من جديد.